# Jack LeVant
Jack Harrison LeVant (Alexandria, 3 de octubre de 1999) es un deportista estadounidense que compite en natación. Ganó una medalla de plata en el Campeonato Mundial Junior de Natación de 2017, en la prueba de 4 × 200 m libre.